# جايسون دي توليو
جايسون دي توليو هو لاعب كرة قدم كندي في مركز الدفاع، ولد في 6 يناير 1984 في مونتريال في كندا. شارك مع منتخب كندا تحت 17 سنة لكرة القدم ومنتخب كندا تحت 20 سنة لكرة القدم. أما مع النوادي، فقد لعب مع إمباكت مونتريال.